# زندگی سوئیت زک و کودی
زندگی سوئیت زک و کودی (انگلیسی: The Suite Life of Zack & Cody) یک مجموعه کمدی موقعیت آمریکایی است که از ۱۸ مارس ۲۰۰۵ تا ۱ سپتامبر ۲۰۰۸ از شبکه شبکه دیزنی پخش می‌شد. این مجموعه بیش از ۴ میلیون بیننده داشت. زندگی سوئیت زک و کودی سه بار نامزد جایزه امی و سه بار نامزد جایزه جوایز برگزیده کودکان نیکلودین شد.
دنباله‌ای بر این سریال با عنوان زندگی سوئیت روی عرشه ساخته شد.

## بازیگران اصلی
- دیلن و کول اسپراوس
- برندا سونگ
- اشلی تیزدیل
- فیل لویس
- کیم رودز